# Bupleurum maddenii
Bupleurum maddenii är en flockblommig växtart som beskrevs av Charles Baron Clarke. Bupleurum maddenii ingår i släktet harörter, och familjen flockblommiga växter. Inga underarter finns listade i Catalogue of Life.